# Liceo Ariosto
Das Liceo Ariosto ist ein Gymnasium in Ferrara.

## Geschichte
Das Liceo Ariosto ist eine historische Bildungseinrichtung in der Stadt Ferrara.  Es wurde am 3. Dezember 1860, kurz nach der Vereinigung der Provinzen der Emilia mit dem Königreich Sardinien, als königliches Staatsgymnasium mit dem Ziel gegründet, die Söhne des Ferrareser Bürgertums auszubilden.

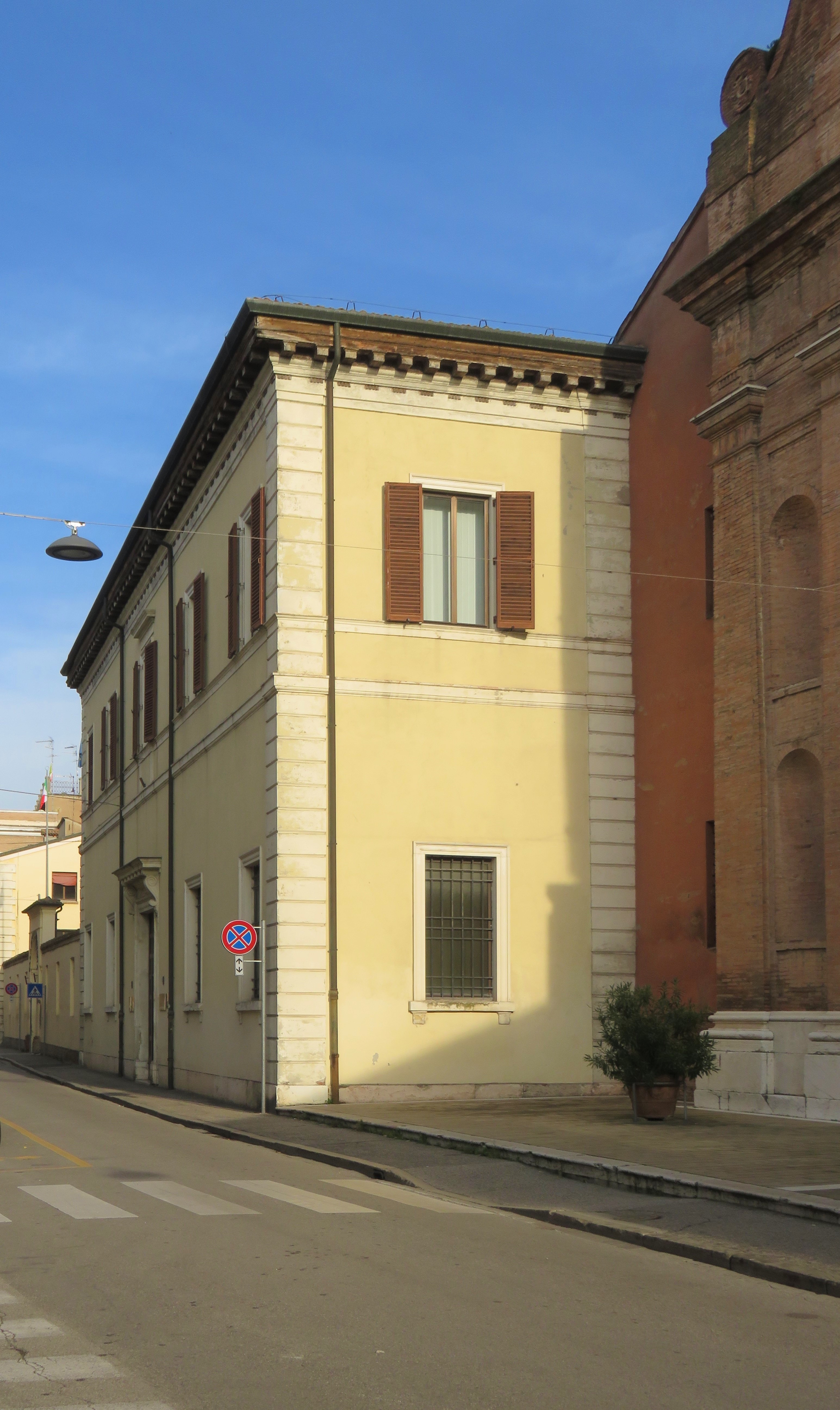
Die ersten Räumlichkeiten des Liceo Ariosto in der Via Borgoleoni in Ferrara

Der erste historische Sitz des damaligen Gymnasiums (das ein achtjähriges Studium vorsah, unterteilt in fünf Jahre Gymnasium und drei Jahre Lyzeum) war das ehemalige Jesuitenkolleg aus dem 16. Jahrhundert in der Via Borgoleoni. 1860–1861 begann der Unterricht im ersten Schuljahr mit 36 Schülern. Eine genaue Bestimmung des Untersuchungszeitraums lautete: Der Ein- und Ausgang der Schüler wird nach der angegebenen und von der Uhr des Schlosses geschlagenen Zeit geregelt. Die Schulprogramme zielten darauf ab, durch humanistische und klassische Studien die zukünftige Führungsschicht des neuen italienischen Staates auszubilden.
Im Jahr 1865 wurde die Schule in Erinnerung an den Schriftsteller Ludovico Ariosto aus Reggio Emilia, den Autor von Orlando furioso, benannt.
Bis zum Beginn des 20. Jahrhunderts bestand die Schule aus drei Lehrgängen, und die drei Klassen des ersten Jahrgangs des Gymnasiums hatten jedes Jahr etwa siebzig Schüler, die fast alle männlich waren. Von 1860 bis 1900 gab es nur fünf weibliche Absolventen, und in den folgenden zwei Jahrzehnten machten sie etwa ein Zehntel der Schüler aus.

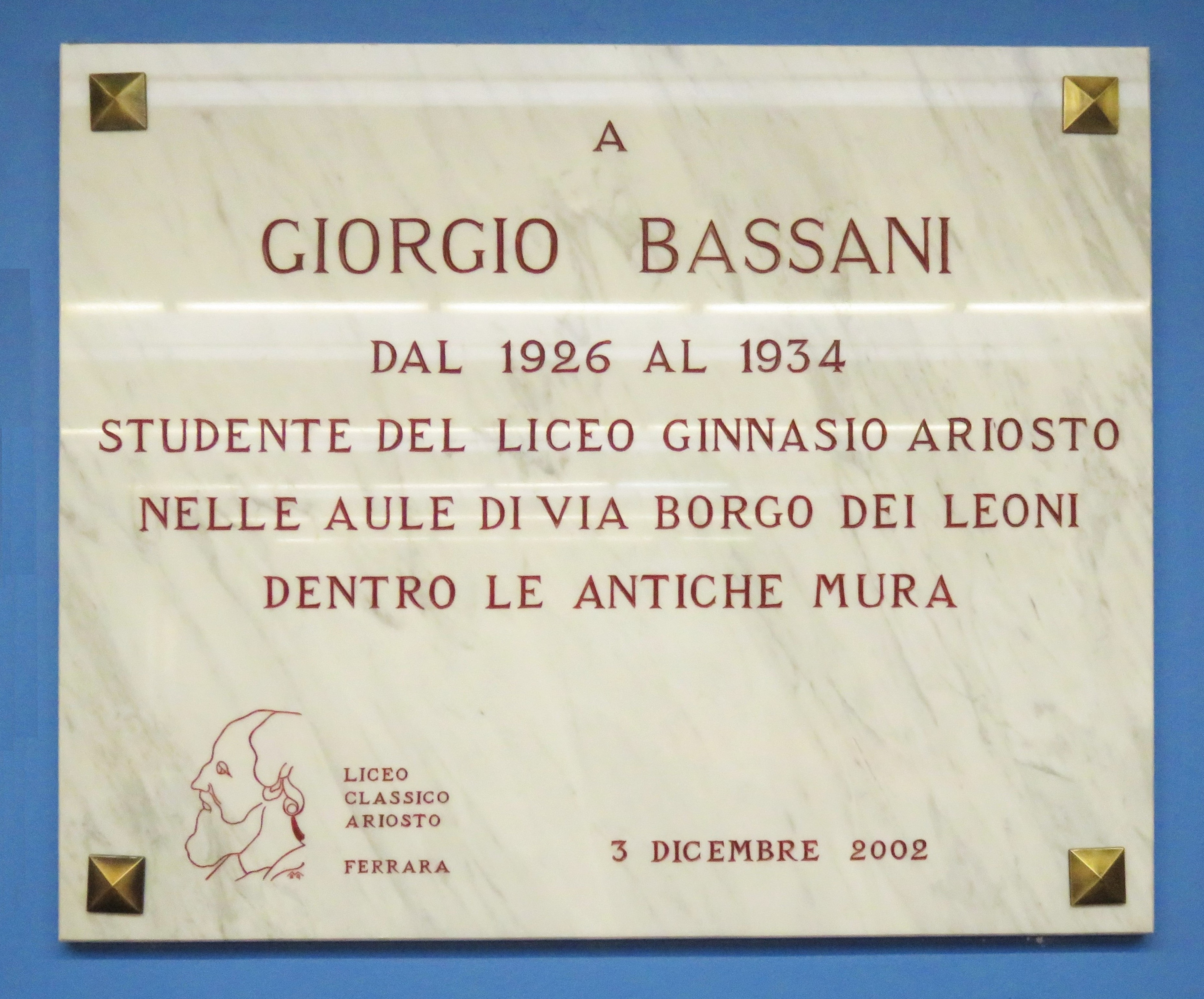
Gedenktafel am Liceo zum Gedenken an den Schüler Giorgio Bassani. Das Atrium des Instituts ist dem Schriftsteller gewidmet

### Zwischenkriegszeit
1933 beteiligte sich das Lyzeum als kulturelle Einrichtung auch mit Leihgaben an zwei wichtigen Veranstaltungen.
Die erste war lokal, aber von nationaler Bedeutung: die Feierlichkeiten zum 400. Geburtstag von Ariosto. Das Lyzeum nahm daran teil, weil die gesamte Verwaltung von Ferrara, angefangen bei ihrem Podestà Renzo Ravenna, die lokale Presse mit Nello Quilici unter dem starken Einfluss von Italo Balbo, mit dem Ziel beabsichtigte, die alte kulturelle, künstlerische und historische Bedeutung hervorzuheben, beginnend mit den Feierlichkeiten für Ariosto, ohne dabei die Propaganda zu vergessen. Zu diesem Anlass besuchte auch Vittorio Emanuele III. von Savoyen Ferrara.
Die zweite Veranstaltung war eine nationale Ausstellung der faschistischen Revolution in Rom.
Als im Jahr 1938 die Rassengesetze in Kraft traten, wurde Professor Emilio Teglio, ein Jude und Direktor des Instituts, entlassen.

### Zweiter Weltkrieg
Mit dem Schuljahr 1940–1941 und dem Kriegseintritt Italiens einige Monate zuvor wurden im Zuge der Bottai-Reform die ersten drei Klassen der gymnasialen Unterstufe aus dem Institut ausgegliedert und bildeten die neue Mittelschule Torquato Tasso.

### Nach dem 2. Weltkrieg
Im Jahr 1976 wurde das Institut an seinen heutigen Standort in der Via Arianuova verlegt.

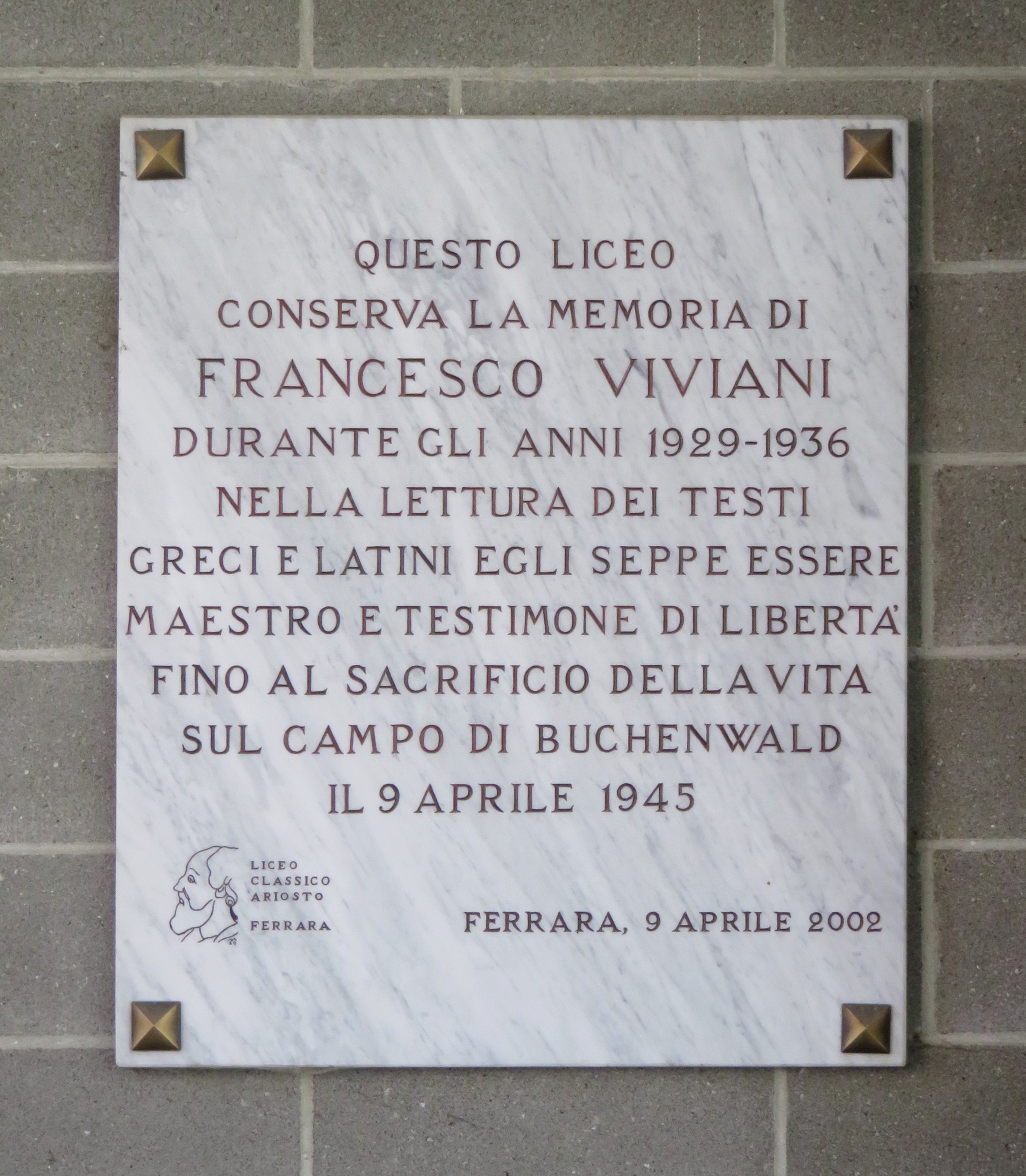
Gedenktafel an der Wand des Lyzeums zur Erinnerung an Professor Francesco Viviani.

Im Jahr 2002 wurde das Atrium des Gymnasiums dem Gedenken an Giorgio Bassani gewidmet. Der Schriftsteller machte dort 1934 sein Abitur und verarbeitete später in seinen Werken seine Schulerfahrung in Ferrara. In diesem Raum wurde eine Skulptur von Annibale Zucchini aufgestellt.

## Standorte
Das erste Gebäude des Gymnasiums befand sich, wie bereits erwähnt, neben der Kirche Gesù in der Via Borgo dei Leoni, in einem Gebäude aus dem 16. Jahrhundert, das früher ein Jesuitenkolleg war. In den 1960er Jahren begann der damalige Schulleiter, bei der Stadtverwaltung ein Gebäude zu beantragen, das den Anforderungen des modernen Unterrichts besser entsprach. Das Gelände, auf dem sich zuvor eine Kaserne befand, wurde zwischen Corso Biagio Rossetti, Corso Ercole I d'Este und Via Arianuova festgelegt und der neue Flächennutzungsplan von 1964 legte den Grundstein für den Abriss dieser Kaserne.
Es folgten Jahre der Unklarheit, zum einen wegen des ursprünglichen Plans, nicht nur eine, sondern zwei Schulen unterzubringen (neben dem Ariosto-Gymnasium wurde zunächst auch das Kunstinstitut Dosso Dossi in Betracht gezogen), zum anderen wegen der Nähe des Gebiets zu einem städtebaulich und historisch wichtigen Punkt, der Quadrivio degli Angeli.

### Heutiger Standort
Das Siegerprojekt des öffentlichen Wettbewerbs für das neue Gebäude wurde von einer Gruppe von sechs Architekten vorgestellt, konnte aber nicht sofort umgesetzt werden, so dass man weiter warten musste. Als die Verordnung des Consiglio superiore delle antichità e belle arti eintraf, die das Gebiet einer einzigen Bildungseinrichtung, nämlich dem Gymnasium, zuwies, wurde das Projekt aktualisiert und die Leitung der Arbeiten Carlo Melograni anvertraut.
Das als Industriepavillon konzipierte, in einen großen Innenhof eingefügte und im brutalistischen Stil errichtete eingeschossige Gebäude gleicht in seinen äußeren Formen einer Kulturfabrik.

### Erweiterungen und ständige Bereiche
Im Jahr 2002 wurde der Schulkomplex um einen neuen dreistöckigen Flügel mit Haupteingang in der Via Arianuova erweitert.
Das Gymnasium beherbergt drei ständige Museumsräume:
- Historica: eine Ausstellung von Dokumenten, die die Geschichte des Lyzeums seit seiner Gründung nachzeichnet
- Naturalia: Ausstellung von naturkundlichen Sammlungen aus dem ehemaligen Naturkundekabinett der Schule
- Strumentaria: Ausstellung von wissenschaftlichen Instrumenten und Geräten aus dem ehemaligen Physikkabinett der Schule[12]

## Publikationen
Im Laufe der Zeit haben die Lehrer und Schüler des Lyzeums eine Reihe von periodischen Veröffentlichungen unterschiedlicher Art und Ausrichtung herausgegeben, die sich auf das Institut beziehen, darunter:
- Die Annuari del Liceo-ginnasio Ariosto, beginnend mit der Gründung, die später zu Annali wurden[13][14][15][16][17]
- Die Quaderni del Liceo Classico L. Ariosto Ferrara[18]
- 150 anni: Annuario Liceo Ariosto 1860–2010

## Werkstätten
Seit dem 22. April 2005 befindet sich das archäologische Bildungswerkstatt von Nereo Alfieri im Garten des Gymnasiums (der früher zum Palazzo Prosperi-Sacrati gehörte).